# توني برانت
توني برانت هو صحفي ونقابي وسياسي نيوزيلندي، ولد في 1947 في أوكلاند في نيوزيلندا. نشط حزبياً في Values Party ‏.